# Hyptia argenteiceps
Hyptia argenteiceps är en stekelart som beskrevs av Jean-Jacques Kieffer 1904. Hyptia argenteiceps ingår i släktet Hyptia och familjen hungersteklar. Inga underarter finns listade i Catalogue of Life.